# Żegluga śródlądowa

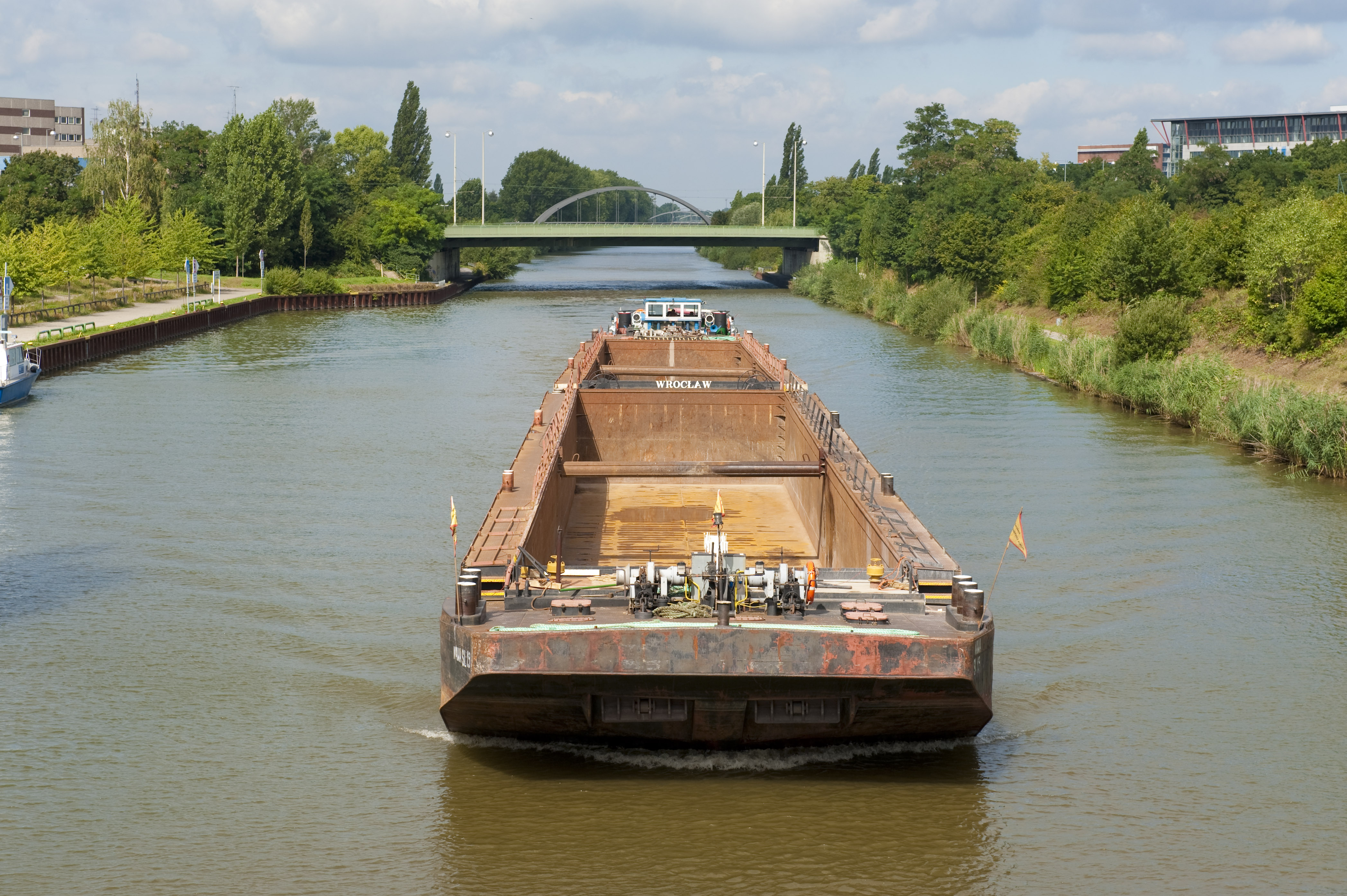
Barka Wrocław na Kanale Śródlądowym w Hanowerze

Żegluga śródlądowa – wszelkie przemieszczanie się statku po danej śródlądowej żeglownej drodze wodnej.
Żegluga śródlądowa odbywa się w warunkach znacznie łatwiejszych niż żegluga morska, przez co środkom transportu wodnego śródlądowego stawia się znacznie mniejsze wymagania. Jedynym poważnym mankamentem jest mniejszy tonaż. Ponadto na szlakach żeglugi śródlądowej występują przeszkody – mielizny, mosty, śluzy itp.
W żegludze śródlądowej stosuje się jednostki pływające o mniejszych wymiarach niż używane w żegludze morskiej. Niekiedy łączy się je w zestawy.
Ponieważ żegluga ta odbywa się bezpośrednio w sąsiedztwie brzegu (cieki) lub w relatywnie niewielkiej odległości od niego (zbiorniki wodne), wyładunek jest łatwiejszy, a rozwiązywanie problemów – związanych z  bezpieczeństwem osób i ładunków jak i awariami sprzętu pływającego – prostsze ze względu na bliskość infrastruktury (szpitale, warsztaty, środki łączności, transport lądowy, dostępność wszelkich służb). Również niebezpieczne zjawiska atmosferyczne stanowią mniejsze zagrożenie niż na morzu. Dlatego obsługa śródlądowych środków transportu wodnego wymaga niższych kwalifikacji.